# Rob Smith
Rob Smith (29 de septiembre de 1982; Dublín, Irlanda) es un DJ y músico irlandés. Hasta el momento ha lanzado cuatro álbumes: "Throwing It All Away" (2008), "The Juliana Field" (2010) y "Live In New York & Dublin" (2011), y "The Reprobates" (2021)
Smith es un DJ de fama mundial, y ha tocado en conciertos en países como Italia, España, Países Bajos, Francia, Suecia, Estados Unidos, Argentina y más.  Es muy respetado entre sus compañeros DJ.

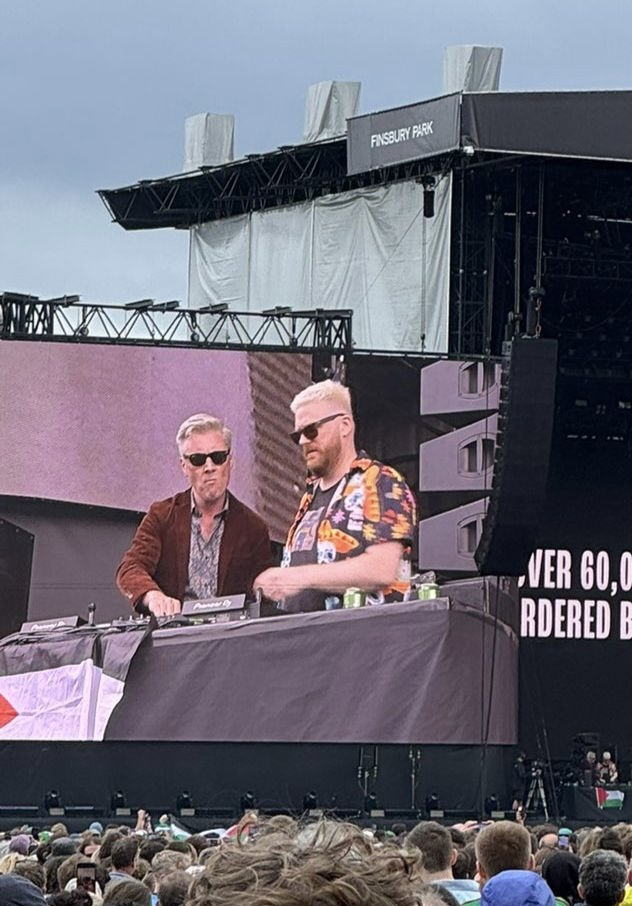
Smith (derecha) actuando en Finsbury Park, Londres.

Smith es un gran fanático de Boca Juniors y escribe un blog sobre el fútbol para la revista de música irlandesa Hot Press. 
Rob es un gran admirador Diego Armando Maradona y Juan Román Riquelme.  Es un visitante habitual de La Bombonera.
También es autor de obras publicadas, con dos libros: uno sobre la historia del Camp Nou y otro sobre la historia de Boca Juniors.
Él tiene una hija.